# Sorgduva
Sorgduva (Streptopelia decipiens) är en afrikansk fågel i familjen duvor inom ordningen duvfåglar.

## Utseende och läte
Sorgduvan är en rätt stor och kraftig duva med en kroppslängd på 31 centimeter. Den är blekbrun på rygg, vingar och stjärt, huvudet är grått och undersidan rosa övergående i blekgrått på buken. I nacken syns en vitkantad svart fläck. Benen och en bar fläck runt ögat är röda.
I flykten syns svarta vingpennor. Den har även ordentligt med vitt i stjärten, vilket skiljer den från den liknande men större arten rödögd duva (S. semitorquata). Lätet är ett snabbt krrrrrrrr, oo-OO, oo.

## Utbredning och systematik
Sorgduva förekommer i stora delar av Afrika söder om Sahara och delas in i sex underarter med följande utbredning:
- S. d. shelleyi: förekommer från Mauretanien, Senegal och Gambia till södra Niger och centrala Nigeria.
- S. d. logonensis: förekommer från Tchadsjöns avrinningsområde till södra Sudan, östra Kongo-Kinshasa och norra och västra Uganda.
- S. d. decipiens: förekommer från östra Sudan (Darfur) till Etiopien och nordvästra Somalia.
- S. d. elegans: förekommer från södra Etiopien till södra Somalia och östra Kenya.
- S. d. perspicillata: förekommer i västra Kenya och centrala Tanzania.
- S. d. ambigua: förekommer i östra Angola, sydöstra Kongo-Kinshasa, Zambia, Malawi och Limpopodalen.

Arten har även observerats i Egypten.

## Levnadssätt
Arten är vanlig eller mycket vanlig nära vatten. Den är rätt marklevande och ses ofta födosöka där, efter gräsfrön, säd och annan vegetation. Till skillnad från flera andra arter i släktet är sorgduvan sällskaplig och ses ofta i grupper, även med andra arter. Den bygger ett kvistbo i ett träd, ofta ett mangroveträd, där den lägger två vita ägg.

## Status och hot
Arten har ett stort utbredningsområde och en stor population med stabil utveckling som inte tros vara utsatt för något substantiellt hot. Utifrån dessa kriterier kategoriserar internationella naturvårdsunionen IUCN arten som livskraftig (LC). Världspopulationen har inte uppskattats men den beskrivs som generellt vanlig.

## Namn
Arten har på svenska även kallats angolaturturduva. Notera att sorgduva tidigare använts för den amerikanska arten som numera kallas spetsstjärtad duva.